# سيزبوت

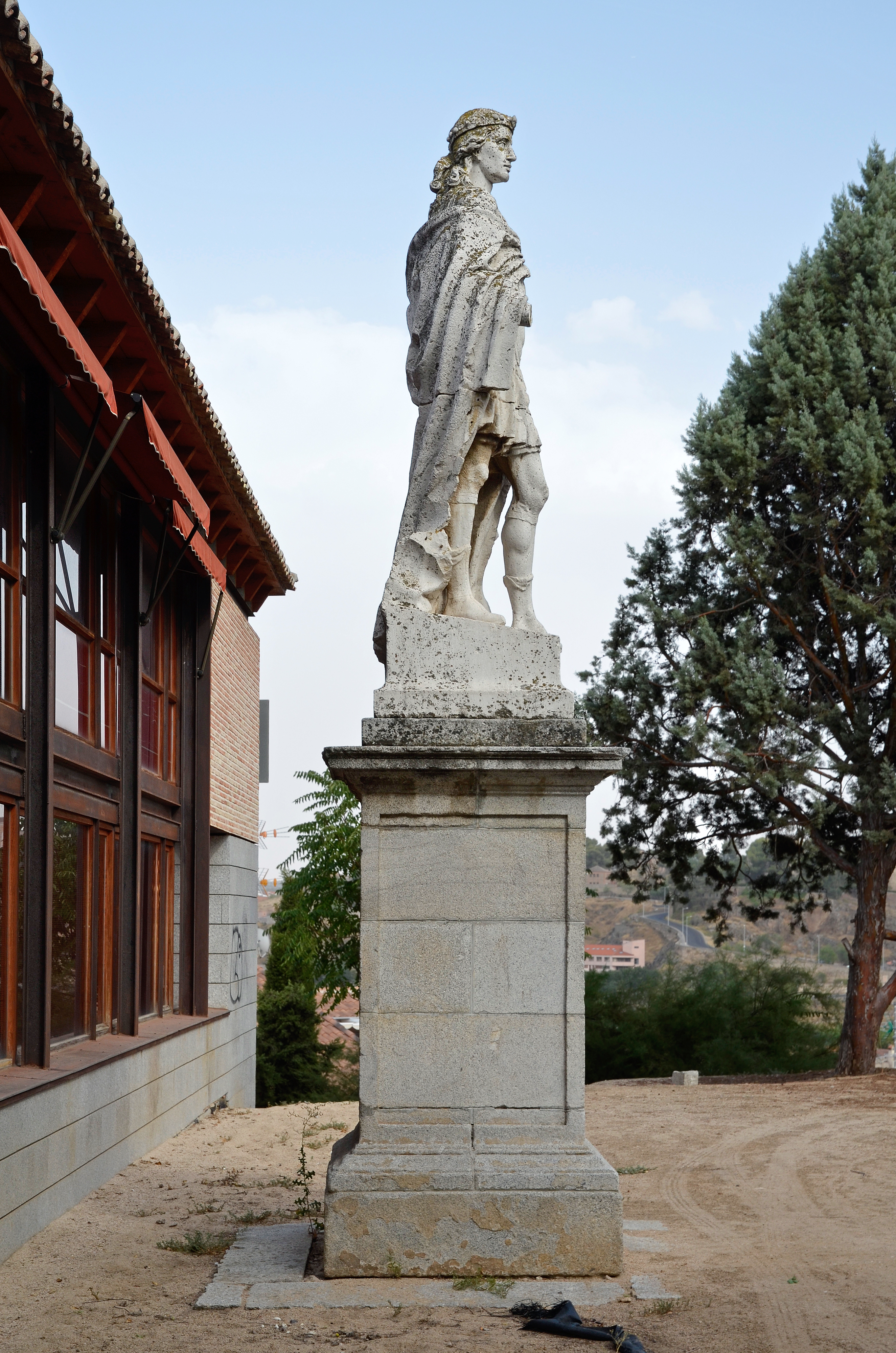
تمثال للملك سيزبوت في طليطلة

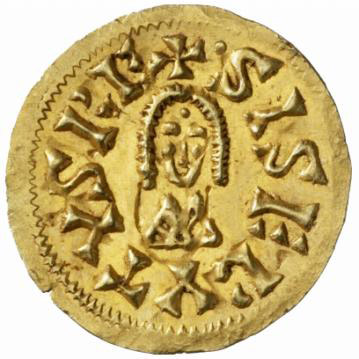
ثلث صرد ذهبي عليه اسم الملك سيزبوت

سيزبوت أو سيسفوط أو سيزيبوت (باللاتينية: Sisebutus، بالإسبانية: Sisebuto؛ ولِدَ حوالي عام 565م - توفي في فبراير عام 621م) هو ملك القوط الغربيين وحاكم هسبانيا وسبتمانيا من عام 612م حتى وفاته.
شَنَّ سيزبوت حملات عسكريَّة ناجحة على بقايا السلطة الرومانيَّة الشرقيَّة في مقاطعة سبانيا، معززاً سيطرة القوط الغربيين على كل من بلاد الباسك وكانتابريا. كما وأقام علاقات وديَّة مع الأنكَبُردة في إيطاليا، وقوّى أسطول المملكة الذي كان قد أنشئه سلفه الملك ليوفيجيلد.
اشتهر سيزبوت بتفانيه الديني الشديد على مذهب الخلقيدونيَّة المسيحيَّة. وقد أجبر اليهود بعد اعتلاءه العرش عام 612م على اعتناق المسيحيَّة. وبعدها وجَّه أوامر عام 616م بجلد أولئك اليهود الذين تمسكوا بدينهم ورفضوا اعتناق المسيحيّة. كان سيزبوت على صلة وثيقة وعلاقة طيبة مع الموسوعيّ والعالم إيزيدور أسقف إشبيلية ويُنسب إليه تأليف قصيدة لاتينيَّة حول الفلك.
لا يُعرف اسم أول امرأة تزوجها؛ إنما يُعرف انجابه لابنة منها تدعى ثيودورا (من مواليد حوالي عام 590م)، وتزوجت ثيودورا في آخر المطاف من سوينتيلا. أمَّا زوجته الثانيَّة فكانت الشقيقة غير المشروعة لزوج ابنته وهي الابنة غير الشرعيَّة للملك ريكارد الأول التي انجبها ريكارد من فلورسيندا، وانجب سيزبوت من زوجته الثانيَّة ريكارد الثاني.